# 한국남성합창단
한국남성합창단(韓國男聲合唱團, Korea Male Chorus1958, KMC1958)은 1958년 6월 11일 창단 이래 현재까지 66년째 활동하고 있는 국내 최초의 남성합창단이자 최고 실력의 남성합창단으로 활발한 국내·외 연주 활동을 이어나가고 있다.창단 1년만인 1959년 5월6일 Hugo Goetz(미국인, 당시 주한미군 중령)의 지휘로 서울 명동시공관(국립극장의 전신)에서 창단 연주회를, 같은 해 12월19일 2대 지휘자인 서수준 교수(1913~2008, 당시 경희대 음대 교수)의 지휘로 제2회 정기 연주회를 개최하였다.
서수준 교수는 이후 10년 간 합창의 기초를 탄탄하게 쌓는데 공헌하여, 이 기간 동안 한국남성합창단은 국내 굴지의 합창단으로 성장하였다. 서수준 교수에 이어, 유병무 선생(당시 선화예술고등학교 음악부장)이 이후 36년 간 지휘자로 봉사했으며, 1999년부터 2004년까지 김홍식 교수(전 한서대 예술학부)가, 그 후 2년 간 최영주 선생(전 고양예고 음악부장)이 지휘하였다. 2006년에는 박신화 교수(전 이화여대 음대, 전 안산시립 지휘자) 객원 지휘를 맡기도 하였다. 2007년 초에 김홍식 교수가 다시 부임하여 창단60주년인 2018년까지 상임지휘자를 역임하였다. 2017년 창단59주년 정기연주회는 국립합창단 음악감독 겸 지휘자인 구천 선생이 객원 지휘하였다.
정기연주회를 통해 수많은 국내 작곡가의 창작 합창곡을 발표함으로써 한국합창계 발전에 기여해 온 한국남성합창단은,  2018년에 창단60주년 기념 위촉곡 “사해(四海)”를 상임 지휘자 김홍식 교수의 지휘로 예술의전당 콘서트홀에서 초연한 바 있다. “사해”는 급변하는 대한민국의 시대 상을 반영한 칸타타로, 한반도를 둘러싸고 있는 동해, 서해, 남해와 숨겨져 있는 미래를 상징하는 또 하나의 바다인 ‘북해’를 상징적으로 추가하여 박지훈 작곡가가 우리 바다에 대한 사랑과 염원을 가득 담아 직접 시를 쓰고 곡을 붙였다.
창단60주년 정기연주회를 마지막으로 퇴임한 김홍식 교수의 뒤를 이어, 원주 시립합창단 상임지휘자이며 여러 시립합창단을 객원 지휘한 정남규 선생이 상임지휘자로 취임하여 2019년 1월부터 2024년 12월까지 지휘하였다.
한국남성합창단은 국내에서의 활발한 공연 활동은 물론 외국 남성합창단과도 꾸준히 합동연주회를 개최함으로써 민간 외교사절의 몫도 충실히 해 왔다.  또한 국가적인 각종 행사와 자선 무대 등에도 적극 참여하여 견실한 합창단으로서의 소임을 다하고 있다.  
해외 연주는 일본, 미국, 독일, 대만, 멕시코 등에서 연주회를 가졌고 특히 창단 100주년을 앞두고 있는 일본의 '남성합창단 도쿄리더타펠 1925 (Tokyo Liedertafel 1925)'와는 1985년부터 서울과 도쿄를 오가며 40년 넘게 합동연주회를 열고 있다. 
한국남성합창단은 남성합창의 맑고 깨끗한 사운드와 깊은 울림이 접목된 소리를 특징으로 한국 남성합창계에 새로운 패러다임을 제시하고 있다. 이러한 저력을 바탕으로 르네상스, 바로크, 현대음악에 이르기까지 폭넓은 레퍼토리를 소화해 내고 있으며 많은 음악 애호가와 전문가들로부터 “멘델스존, 슈베르트, 브람스 등의 정통 합창을 구사할 수 있는 대한민국 최고 실력의 남성합창단”이라는 평가를 받고 있다.
한국남성합창단은 66년이라는 오랜 시간을 이어오는 가운데 합창 음악에 열성적이며 실력있는 단원들이 계속적으로 입단함으로써 신·구 단원의 자연스러운 화합이 이루어지고 있다. 또한 아주대 글리합창단, 연세대 글리남성합창단 등을 후원하는 등 합창 애호가의 저변을 확대하는 데도 힘쓰고 있다. 
수정 : 케니킴(2024년 12월)